# Wendy (cantante)
Son Seung-wan (hangul: 손승완; Seongbuk-gu, Seúl, 21 de febrero de 1994), más conocida como Wendy, es una cantante y actriz surcoreana. Es conocida por formar parte de Red Velvet, donde debutó en 2014.

## Biografía
Wendy nació el 21 de febrero de 1994 en Seongbuk-gu, Seúl, Corea del Sur. Proveniente de una familia de amantes de la música, Wendy mostró interés en convertirse en cantante cuando solo tenía seis años. Además de su pasión por el canto, también puede tocar varios instrumentos, incluido el piano, la guitarra, la flauta y el saxofón.
Vivió con su familia en Jecheon hasta su quinto año de escuela primaria, cuando se mudó a Canadá con su hermana mayor, Son Seung-hee, para estudiar en el extranjero. Vivió en Brockville, Ontario antes de mudarse a los Estados Unidos para asistir a Shattuck-Saint Mary's en Faribault, Minnesota, donde fue una estudiante de honor y atleta, y obtuvo varios premios por actividades académicas y relacionadas con la música. Durante su estadía en el país norteamericano, usó el nombre Wendy Son. Más tarde estudió en Richmond Hill High School en Richmond Hill, Ontario, donde participó en el coro de la escuela llamado Vocal Fusion. Mientras vivía en ambos países, aprendió a hablar inglés con fluidez y también aprendió a hablar francés y español.
Inicialmente, sus padres estaban en contra de que ingresara a la industria musical y querían que se concentrara en sus estudios, pero mientras todavía estaba en la secundaria, finalmente le permitieron hacer una audición para convertirse en cantante de K-pop.

## Carrera

### 2010-14: SM Rookies
En 2010, presentó una audición en línea para Global Auditions de Koreaboo en 2011 con Cube Entertainment. Aunque no fue la ganadora final, fue una de las quince finalistas elegidas personalmente por G.NA y Koreaboo para continuar a la ronda final en Vancouver, y abrir para el primer showcase de G.NA. En 2018, el CEO de YG Entertainment, Yang Hyun-suk, reveló que Wendy audicionó una vez para la compañía pero no fue aceptada.
Originalmente, Wendy no tenía la intención de audicionar para SM Entertainment, pero fue elegida por la compañía cuando acompañó a un amigo al SM Audition Global en Canadá en 2012. Audicionó cantando «Moon of Seoul» de Kim Gun-mo y fue aceptada.
Entrenó durante menos de dos años antes de ser presentada como miembro de SM Rookies el 14 de marzo de 2014. Como parte de SM Rookies, Wendy lanzó la canción «Because I Love You» para la banda sonora del Mimi y apareció en el vídeo musical de la canción.

### 2015-actualidad: Red Velvet y debut como solista
El 1 de agosto, Wendy hizo su debut como integrante de Red Velvet.

Wendy colaboró con el rapero Yuk Ji-dam en la canción «Return», que forma parte de la banda sonora de Who Are You: School 2015. La canción fue lanzada el 8 de junio de 2015 y debutó en el número trigésimo primer puesto de Gaon Singles Chart. Lanzó otra canción, «Let You Know», para la banda sonora del drama D-Day el 16 de octubre. A inicios de 2016, Wendy se convirtió en panelista a largo plazo de We Got Married y participó en King of Mask Singer como concursante bajo el alias Space Beauty Maetel. En marzo, colaboró con Eric Nam en un dúo titulado «Spring Love», como parte de SM Station. 

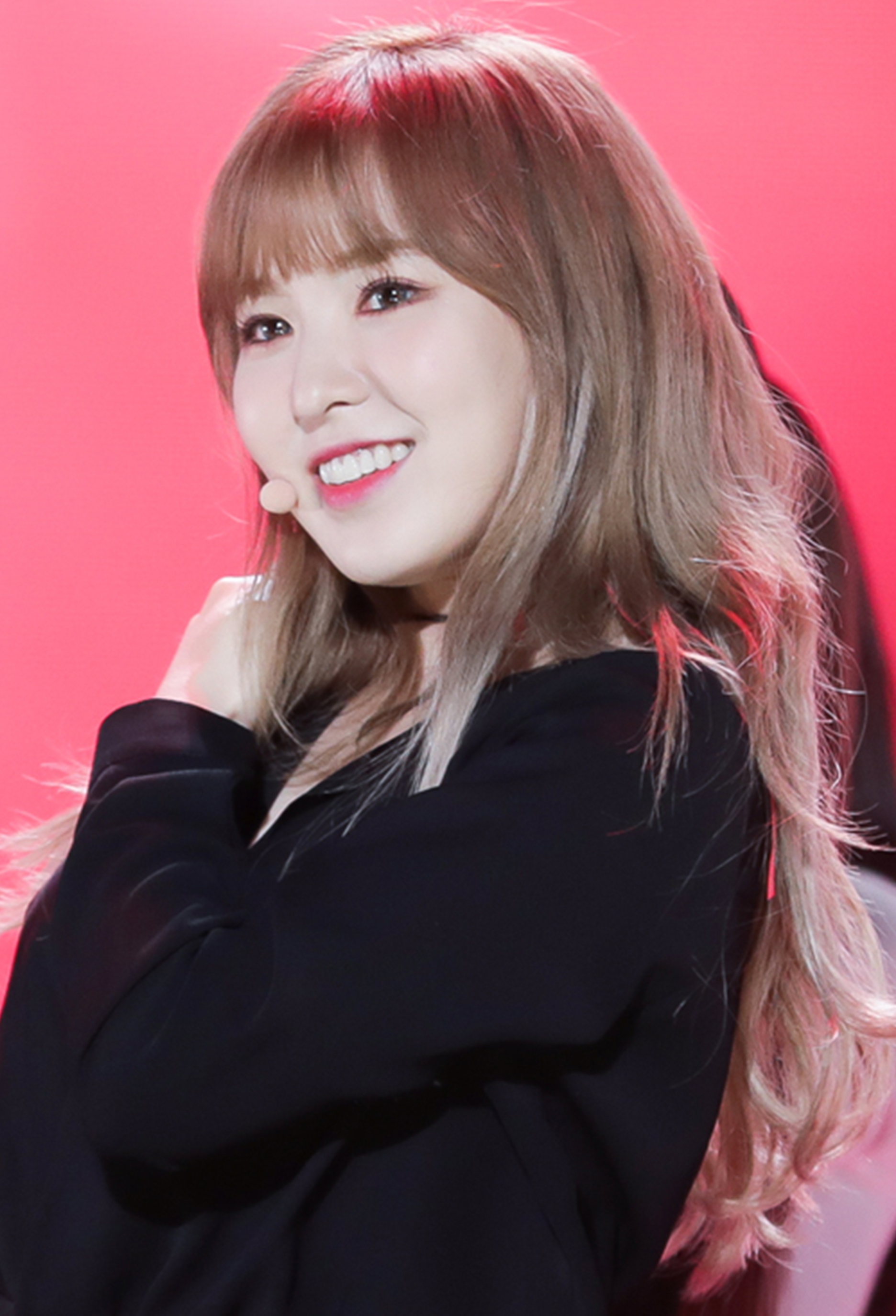
Wendy actuando en Pyeongchang Music Festival en octubre de 2017.

 En julio, Wendy y Seulgi, lanzaron una dueto titulado «Don't Push Me» para el drama Uncontrollably Fond. En octubre de 2016, se convirtió en panelista fija de Trick & True, junto a Irene. En diciembre, Wendy participó en otras dos canciones para SM Station, «Have Yourself a Merry Little Christmas», con el pianista Moon Jung-jae y el violinista Nile Lee, y «Sound of Your Heart», una colaboración con varios artistas de la empresa. En el mismo mes, apareció en la versión en inglés del sencillo «Vente pa'ca» de Ricky Martin.
Wendy lanzó la canción «I Can Only See You» con Seulgi en enero de 2017 para la banda sonora de Hwarang. En febrero, cantó la versión coreana de «My Time», que es parte de la banda sonora oficial de Disney of Avalor de Disney Channel y también apareció en su vídeo musical. En el mismo mes, se convirtió en la presentadora del programa K-Rush. El 27 de octubre, junto con Kangta y Seulgi, realizó un cover de «인형 (Doll)» de Shin Hye-sung y Lee Ji-hoon de Shinhwa como parte de la segunda temporada SM Station. Su vídeo musical usó imágenes de su actuación en vivo de la canción en el SMTOWN Live Tour V in Japan, siendo lanzado el mismo día. Lanzó un dueto con Baek A-yeon el 2 de diciembre, llamado «The Little Match Girl».
En julio de 2018, Wendy colaboró con Yang Da-il para el sencillo «One Summer», que se lanzó el 2 de julio. En octubre, se anunció que Wendy lanzaría un dúo en inglés con John Legend titulado «Written in the Stars» como parte de Station x 0, que sería la sexta vez que Wendy participa en el proyecto. En noviembre de 2018, Wendy lanzó la canción «Goodbye» para la banda sonora de The Beauty Inside. Dos años después, se confirmó que Wendy participaría como actriz de voz para el doblaje coreano de la película Trolls World Tour. La película se estrenó en abril de 2020. En mayo del mismo año, Wendy colaboró con Zico para la banda sonora del drama The King: Eternal Monarch «My Day Is Full Of You». En noviembre, Wendy lanzó la banda sonora para Start-Up, «Two Words».
En enero de 2021, Wendy hizo su regreso luego de varios meses de inactividad como copresentadora de Mysterious Record Shop. En marzo de 2021, se anunció que Wendy haría su debut como solista con un álbum que se lanzará en abril. Like Water contiene un total de cinco canciones y se lanzó el 5 de abril.

## Discografía

### EP
| Título     | Detalles | Mejor posición | Mejor posición | Ventas         |
| Título     | Detalles | COR            | US World       | Ventas         |
| ---------- | --- | -------------- | -------------- | -------------- |
| Like Water | - Lanzamiento: 5 de abril de 2021 - Discográfica: SM Entertainment - Formato(s): CD, descarga digital, streaming | Por anunciarse | Por anunciarse | Por anunciarse |

### Sencillos
| Título                                                                   | Año                    | Mejor posición         | Ventas                 | Álbum                        |
| Título                                                                   | Año                    | COR                    | Ventas                 | Álbum                        |
| Como artista principal                                                   | Como artista principal | Como artista principal | Como artista principal | Como artista principal       |
| ------------------------------------------------------------------------ | ---------------------- | ---------------------- | ---------------------- | ---------------------------- |
| «Like Water»                                                             | 2021                   | —                      | —                      | Like Water                   |
| Colaboraciones                                                           |                        |                        |                        |                              |
| «One Dream One Korea» (con varios artistas)                              | 2015                   | —                      | —                      | Sin álbum                    |
| «Spring Love» (봄인가 봐) (con Eric Nam)                                 | 2016                   | 7                      | - COR: 820 131+        | SM Station Season 1          |
| «Have Yourself A Merry Little Christmas» (con Moon Jung-jae y Nile Lee)  | 2016                   | —                      | —                      | SM Station Season 1          |
| «Sound of Your Heart» (con Seulgi, Sunny, Luna, Yesung, Taeil y Doyoung) | 2016                   | —                      | —                      | SM Station Season 1          |
| «Doll» (con Kangta y Seulgi)                                             | 2017                   | —                      | —                      | SM Station Season 2          |
| «The Little Match Girl» (성냥팔이 소녀) (con Baek A-yeon)                | 2017                   | 55                     | - COR: 59 483+         | SM Station Season 2          |
| «One Summer» (con Yang Da-il)                                            | 2018                   | 40                     | —                      | Sin álbum                    |
| «Written In The Stars» (con John Legend)                                 | 2018                   | —                      | —                      | SM Station X 0               |
| Como invitada                                                            |                        |                        |                        |                              |
| «Vente Pa' Ca» (English Version) (Ricky Martin feat. Wendy)              | 2016                   | —                      | —                      | Sin álbum                    |
| Bandas sonoras                                                           |                        |                        |                        |                              |
| «Because I Love You» (슬픔 속에 그댈 지워야만 해)                        | 2014                   | 230                    | - COR: 18 758+         | Mimi OST                     |
| «Return» (con Yuk Ji-dam)                                                | 2015                   | 31                     | - COR: 93 844+         | Who Are You: School 2015 OST |
| «Let You Know» (아나요)                                                  | 2015                   | 139                    | - COR: 20 824+         | D-Day OST                    |
| «Don't Push Me» (밀지마) (con Seulgi)                                    | 2016                   | 25                     | - COR: 182 984+        | Uncontrollably Fond OST      |
| «I Can Only See You» (con Seulgi)                                        | 2017                   | 80                     | - COR: 24 912+         | Hwarang OST                  |
| «My Time» (Korean Version)                                               | 2017                   | No lanzado             | No lanzado             | Elena of Avalor OST          |
| «Goodbye»                                                                | 2018                   | 31                     | —                      | The Beauty Inside OST        |
| «What If Love»                                                           | 2019                   | 158                    | —                      | Touch Your Heart OST         |

### Composiciones
| Año  | Álbum     | Artista                            | Canción                          | Letras  | Letras            |
| Año  | Álbum     | Artista                            | Canción                          | Crédito | Con               |
| ---- | --------- | ---------------------------------- | -------------------------------- | ------- | ----------------- |
| 2019 | Sin álbum | Ellie Goulding, Diplo & Red Velvet | «Close To Me (Red Velvet Remix)» | Sí      | Yeri & Lee Seuran |

## Filmografía

### Películas
| Año  | Título            | Papel       | Notas                          | Ref    |
| ---- | ----------------- | ----------- | ------------------------------ | ------ |
| 2015 | SMTown: The Stage | Ella misma  | Película biográfica de SM Town | [ 49 ] |
| 2020 | Trolls World Tour | Wani        | Voz                            | [ 50 ] |
| 2020 | Trolls World Tour | Queen Poppy | Doblaje coreano                | [ 51 ] |